# Tierra (economía)
Tierra, en economía, es el concepto que abarca a todos los recursos naturales cuyo suministro está inherentemente fijado (es decir, no cambia respondiendo a las variaciones de sus precios en el mercado).
En ese conjunto se incluyen las tierras propiamente dichas, definidas por su localización geográfica en la superficie terrestre (concepto que excluye las mejoras debidas a las infraestructuras y el capital natural, que puede ser degradado por las acciones humanas -factores biogeográficos, como el suelo, el clima, la hidrología, etc.-), los depósitos minerales del subsuelo, e incluso las localizaciones en órbita geoestacionaria y una parte del espectro electromagnético.
En economía clásica se considera la tierra como uno de los tres factores de producción, siendo los otros el capital y el trabajo; la remuneración derivada de la propiedad o el control de la tierra (o de los recursos naturales en ella incluidos) se suele denominar renta o renta de la tierra.
La tierra, particularmente los yacimientos mineros y los campos o localizaciones geográficas de especial valor para su uso agrícola (tierras de cultivo), ganadero o forestal (el sector primario que identifica principalmente al paisaje rural); ha sido históricamente la causa de todo tipo de conflictos sociales, políticos y bélicos.

## Factor tierra
El factor tierra (cada vez más alterado por la intervención humana) se considera hoy, bien como componente del capital, bien como un componente de un factor natural más amplio (recursos naturales o capital natural).
La tierra, en el sentido económico del término, no es producto por el trabajo humano, sino sólo de las fuerzas de la naturaleza. Los Georgistas sostienen que esto implica una curva de demanda inelástica perfecta (elasticidad cero), sugiriendo que un impuesto sobre la propiedad agraria que recupere en beneficio público la renta de la tierra, no afectaría al coste de oportunidad del uso de la tierra, sino que sólo haría decrecer el valor de su posesión. Este punto de vista se apoya en la evidencia de que aunque la tierra puede entrar y salir del mercado, la disponibilidad de tierra en el mercado no muestra relación con su precio, o si acaso, muestra una relación inversa (elasticidad negativa). Aunque la tierra (especialmente en la forma de yacimientos minerales) debe primero ser descubierta en orden a tener valor o ser puesta en uso, se considera generalmente que los frutos de los descubrimientos científicos, sean leyes naturales o yacimientos minerales, no pueden en justicia ser monopolizados en beneficio de rentas privadas.

## Propiedad de la tierra
La propiedad de la tierra se acomoda a la dinámica de las relaciones sociales de los distintos modos de producción. En la Revolución liberal, la forma en que se determina si son los campesinos o los señores los que acceden a la plena propiedad es una cuestión esencial, así como la desvinculación y la desamortización de las tierras del clero o las tierras comunales. Desde comienzos del siglo XX, los programas de reforma agraria, que se diseñan para redistribuir la propiedad y/o el uso de la tierra, en respuesta a la desigualdad del reparto de la tierra y al fenómeno social llamado hambre de tierra (la lucha de los campesinos y distintos grupos sociales por acceder a ella), suelen ser objeto de gran controversia. Por otro lado, los conflictos sobre la renta económica de los yacimientos mineros han contribuido a desatar muchas guerras civiles, particularmente en África.

### Estructura de la propiedad de la tierra
La estructura de la propiedad de la tierra, como parte esencial de la estructura agraria, define en buena medida los paisajes rurales; especialmente a través del tamaño y forma de las parcelas y sus límites o cercamientos (openfield, bocage, range, township, enclosure).
Según la forma de propiedad, la tierra puede ser objeto de propiedad privada o de propiedad institucional (del Estado, del municipio o de muy distintas corporaciones); de propiedad individual o de propiedad colectiva y de aprovechamiento común (bienes de propios, comunales, etc.).
Según el tamaño de la propiedad se puede definir la gran propiedad (identificable o no con el latifundio) y la pequeña propiedad (identificable o no con el minifundio).
La gran propiedad puede transformarse y evolucionar hasta la pequeña propiedad, si el sistema de herencia favorece la partición, o si se produce su venta o cesión a los campesinos que la trabajan. La pequeña propiedad también puede transformarse y evolucionar hasta la gran propiedad, si el sistema hereditario favorece la concentración (mayorazgo, hereu), si los señores feudales y del Antiguo Régimen consiguen establecer "costos redondos", o si se producen fenómenos de compra de tierras contiguas por los capitalistas rurales (por distintos motivos, como su bajo precio o por la posibilidad de establecer sistemas de plantación demandados por el mercado).

## Sistemas alternativos a la propiedad privada de la tierra
La colectivización ha sido la respuesta a la propiedad de la tierra en las revoluciones socialistas. En la Unión Soviética se experimentó con los sistemas de koljós y sovjós, desaparecidos con la transición al capitalismo. El anarquismo considera que nadie, ni un particular ni un Estado, puede apropiarse de la tierra y defienden un sistema de usufructo basado en la posesión y el uso. Las experiencias de colectivización anarquista durante la llamada revolución social española de 1936 tuvieron un alcance limitado por causa de su coincidencia con la guerra civil. La colectivización del campo protagonizada por el Partido Comunista desde la "Larga Marcha" no se está viendo tan afectada como el sector industrial y urbano en la peculiar transformación socioeconómica que China está experimentando desde los años ochenta. En distintas zonas del mundo, y particularmente en América, siguen existiendo sistemas tradicionales de explotación colectiva de la tierra de raíces indígenas (en México el ejido, en la América andina los sistemas de trabajo en el Antiguo Perú y la estructura colaborativa del ayllu).

### Subdivisión de la propiedad de la tierra
La subdivisión de la propiedad de la tierra es la ocupación de pequeñas porciones de terreno por gran cantidad de campesinos, con el objetivo de trabajar y producir en ellas. Generalmente, estas tierras eran baldías, realengas o grandes latifundios poco productivos.
Axel Marin di´ Schobinger sostiene que la inmigración europea, principalmente la suiza, dio origen a la subdivisión de la propiedad rural en Argentina. El gobierno fue el iniciador de la cesión de tierras a las familias colonizadoras, proceso que fue continuado por terratenientes particulares. Otro hecho importante en la subdivisión de las tierras es que, tras un cierto período de tiempo, la tierra pasaba a ser de la familia que la había trabajado.
Juan Bautista Fos Medina, por su parte, ha señalado la excesiva fragmentación de la propiedad rural en los países cuyos ordenamientos normativos consagran la división forzosa e igualitaria de la herencia.